# Ejército de Levante (bando republicano)

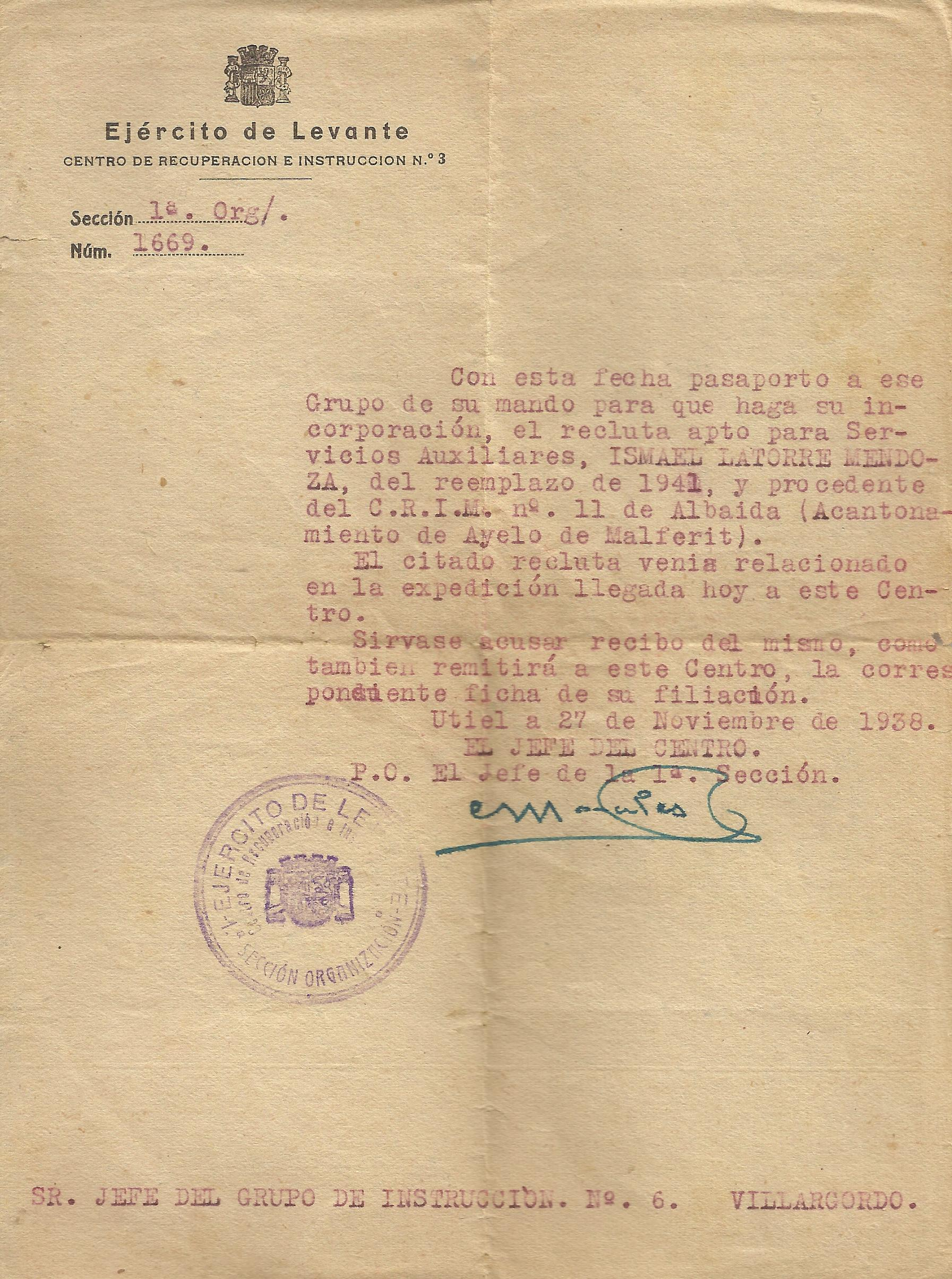
Documento del Ejército republicano de Levante, Utiel, 27-11-1938. Incorporación de Ismael Latorre Mendoza

El Ejército de Levante fue una unidad el Ejército Popular de la República que operó durante la Guerra Civil Española. Bajo su jurisdicción se hallaban las fuerzas republicanas desplegadas originalmente en el frente de Teruel y, posteriormente, en el frente de Levante. Jugó un papel relevante durante la batalla de Teruel y durante la campaña del Levante.

## Historial
El Ejército de Levante fue creado el 19 de agosto de 1937 a partir de los cuerpos de ejército XIII y XIX, que pasaron a integrarse en el mismo. El coronel Juan Hernández Saravia asumió el mando de la nueva formación. Las líneas del Ejército de Levante iban desde Rillo hasta la Sierra de Calomarde y Frías de Albarracín, cubriendo diversos sectores del frente de Teruel.
En diciembre de 1937 el Ejército de Levante quedó a cargo de la ofensiva republicana en Teruel, que lograría conquistar la capital turolense tras una intensa lucha. Ello le valió a Hernández Saravia el ascenso a general. No obstante, esta victoria inicial acabaría transformándose en derrota con la contraofensiva franquista, que recuperó la ciudad turolense.
A partir de abril de 1938 hubo de hacer frente a la ofensiva franquista en el frente de Levante, que pretendía conquistar Valencia. También en esa fecha la formación fue asignada al recién constituido Grupo de Ejércitos de la Región Central (GERC), bajo el mando supremo del general José Miaja. En junio de 1938 el Ejército de Levante absorbió a las fuerzas del Ejército de Maniobra. A partir de ese momento la unidad contó con cinco cuerpos de ejército en línea, y otro más en reserva. Además, el coronel Leopoldo Menéndez López asumió el mando de la unidad, en sustitución de Hernández Saravia.
La lucha en el frente de Levante fue muy intensa entre los meses de abril y julio de 1938. Castellón de la Plana cayó en manos franquistas el 14 de junio, lo que dejó a las fuerzas de Franco a unos 80 kilómetros de Valencia. En aquel momento hasta seis cuerpos de ejército pertenecientes al Ejército de Levante se encontraban en línea, protegidos por las defensas de la línea XYZ. Los combates en Levante llegaron a clímas entre los días 18 y 23 de julio, durante los cuales los atacantes franquistas sufrieron numerosas bajas. La ofensiva emprendida más al norte por el Ejército del Ebro detuvo todos los ataques franquistas.
El Ejército de Levante se autodisolvió a finales de marzo de 1939, coincidiendo con el final de la guerra.

## Mandos
Comandantes
- coronel de artillería Juan Hernández Saravia (24/8/1937 - 2/6/1938);[10]
- coronel de infantería Leopoldo Menéndez López (2/6/1938 – 28/3/1939);[11]

Comisarios
- Tomás Mora Sáenz, del PSOE;[12]
- Francisco Ortega Jiménez, del PCE;[13]
- José Ignacio Mantecón, de IR;[14][15]

Jefes de Estado Mayor
- teniente coronel Eduardo Sáenz de Aranaz;[16][17]
- teniente coronel Federico de la Iglesia Navarro;[18]